# Julius Armas
Julius Armas, né à Bucarest le 26 avril 1955, est un joueur d'échecs français.
Il est maître international depuis 1986.

## Biographie
Jules Armas a remporté en 1970 le championnat national d'échecs  U19 de Roumanie. Sous la Roumanie de Nicolae Ceaușescu, il était de façon officielle ingénieur employé par la régie des transports de Bucarest mais, en réalité, il était joueur professionnel. Il devient maître international en 1985. Il peut alors disputer des tournois en dehors du rideau de fer[non neutre].
En janvier 1989, il est classé en 1989 parmi les 250 meilleurs joueurs mondiaux. Lié avec Friederike Wohlers, une joueuse ouest-allemande rencontrée sur un tournoi deux ans auparavant, par amour, et par besoin de liberté[Selon qui ?], il échappe à la dictature du régime de Nicolae Ceaușescu : jouant dans compétition aux Pays-Bas, il en profite pour quitter discrètement sa délégation et rejoindre l’Allemagne de l'Ouest.
Après avoir difficilement divorcé de sa première femme, il revient en Hollande dix mois plus tard, caché dans une valise, au fond d’un coffre de voiture, pour cause d’absence de visa. Il peut se marier avec Rike[Avec qui ?]. La fédération et son pays d’origine le considèrent alors comme mort. La mariage a lieu le 22 décembre 1989, jour de la destitution de  Ceaușescu.
Après bien des pérégrinations et des aventures, après un passage à Belfort où il enseigne les échecs, il arrive dans les années 1990 dans le Médoc avec Rilke[Avec qui ?] pour construire une vie autour de leur passion commune pour les échecs, depuis le camping La Rochade qu’ils ont tenu à Naujac-sur-Mer. Ce camping sera fréquenté par de nombreux joueurs comme Boris Spassky, ou encore le jeune Maxime Vachier-Lagrave. L'Échiquier Naujacais sera à plusieurs reprises sur le podium du Championnat féminin de France d'échecs des clubs. L'activité du camping se termine en 2014.
Depuis 2016, il tient avec sa femme le club de l'Échiquier médocain à Lesparre[Lequel ?] qui en 2018 a failli atteindre la plus haute division nationale dans le Championnat de France d'échecs des clubs.
Il a publié un ouvrage en 2018 : De l’est à l’ouest sur l’échiquier, aux éditions Avantage décisif.